# Heidesee
Heidesee – gmina w Niemczech w kraju związkowym Brandenburgia, w powiecie Dahme-Spreewald.

## Geografia
Gmina położona jest 10 km na wschód od miasta Königs Wusterhausen. Przez gminę przepływa rzeka Dahme i kanał Odra-Sprewa.

## Podział administracyjny
W skład obszaru gminy wchodzi 11 części miejscowości:
- Bindow
- Blossin
- Dannenreich
- Dolgenbrodt
- Friedersdorf
- Gräbendorf
- Gussow
- Kolberg
- Prieros
- Streganz
- Wolzig